# ナショナル・ボード・オブ・レビュー賞 (1931年)

## 受賞一覧
トップ10(アルファベット順)
- 『シマロン』 Cimarron
- 『町の灯』　City Lights
- 『市街』 City Streets
- 『間諜X27』 Dishonored
- 『犯罪都市』　The Front Page
- 『近衛兵』 The Guardsman
- 『速成成金』 Quick Millions
- 『ランゴ』 Rango
- Surrender
- 『タブウ』 Tabu

外国語映画賞(ベスト4 アルファベット順)
- 『三文オペラ』 The Threepenny Opera イギリス
- The Song of Life ドイツ
- 『巴里の屋根の下』 Sous les toits de Paris フランス
- 『西部戦線一九一八年』 Westfront 1918 ドイツ